# Ichthyophis kohtaoensis
Ichthyophis kohtaoensis és una espècie d'amfibis gimnofions de la família Ichthyophiidae. Habita a Cambodja, Laos, Myanmar, Tailàndia i el Vietnam. El seu hàbitat natural inclou boscos tropicals o subtropicals secs a baixa altitud, montans secs, rius, corrents intermitents d'aigua, pantans, aiguamolls d'aigua dolça, plantacions, jardins rurals, àrees urbanes, zones prèviament boscoses ara molt degradades, terres d'irrigació i terra cultivable inundada per estacions.
El nom es refereix a l'illa de Ko Tao en el golf de Siam, on va ser recollit l'espècimen tipus.